# دنبی (کالیفرنیا)
دنبی (به انگلیسی: Danby) یک منطقهٔ مسکونی در ایالات متحده آمریکا است که در شهرستان سن برناردینو، کالیفرنیا واقع شده‌است. دنبی ۴۱۰ متر بالاتر از سطح دریا واقع شده‌است.